# 341 كاليفورنيا
كاليفورنيا هو الكويكب رقم 341 الذي تم اكتشافه من قبل عالم الفلك ماكس ولف من مرصد هايدلبرغ وكان ذلك في 25 سبتمبر من عام 1892 في ألمانيا.